# Einfach genial (Magazin)
Einfach genial ist ein Magazin im MDR Fernsehen, das wöchentlich ausgestrahlt wird. In der Sendung werden Erfindungen vorgestellt; jede Woche gibt es einen Themenschwerpunkt. Das Magazin wird seit 1996 ausgestrahlt.

## Moderatoren
Von 1996 bis 2000 moderierten Erika Krause und Andreas Range die Sendung. Von 2000 bis 2001 übernahm Oliver Nix die Moderation, gefolgt von Ulrike Nitzschke, die von 2001 bis 2012 in knapp 500 Folgen durch die Sendung führte. Arne Voigts moderierte anschließend bis Anfang 2015 und sein Nachfolger Matze Brandt bis April 2016. Von April 2016 bis 2019 führte Janett Eger und von April 2019 bis 2023 Henriette Fee Grützner durch die Sendung. Seit April 2023 moderieren Jenna von Thäne und Rico Drochner die Sendung.